# Theorie van verwerkingsniveaus
In de theorie van verwerkingniveaus wil het verwerkingsniveau-effect (Engels: levels-of-processing effect) zeggen dat de opslag van informatie in het geheugen, en ook de mate van herinnering een functie is van de diepte van verwerking van het stimulusmateriaal. Het effect is in 1970 door Fergus I. M. Craik and Robert S. Lockhart beschreven.

## Algemeen
Diepte van verwerking wordt volgens Craik en Lockhart bepaald door de verbindingen die worden gevormd met bestaande geheugenrepresentaties. Door de meer uitvoerige codering worden deze representaties verrijkt, en wordt er een verband gelegd met reeds bestaande betekenisassociaties. De theorie wijkt af van het geheugenmodel van Atkinson en Shiffrin dat stelt dat informatie vanuit het kortetermijngeheugen naar het langetermijngeheugen wordt overgebracht als functie van tijd. Als informatie maar vaak genoeg wordt herhaald, wordt het naar het langetermijngeheugen overgebracht. In de theorie van Craik en Lockhart bestaat alleen het langetermijngeheugen, waarbij de diepte van codering de sterkte van de opslag van kennis en herinneringen bepaalt.

## Methode
In de experimenten van Craik en Lockhart werd verbaal stimulusmateriaal (bijvoorbeeld woorden) in drie condities aangeboden.
- In de orthografische (ondiepe) conditie moet de proefpersoon aangeven of de woorden zijn samengesteld uit hoofdletters of kleine letters.
- In de fonetische (midden) conditie moeten men aangeven of een woord rijmt met een ander woord; het woord wordt dus alleen op zijn klankpatroon beoordeeld.
- In de semantische (diepe) conditie wordt het woord op zijn betekenis beoordeeld (bijvoorbeeld: 'kan het vliegen?')

Proefpersonen blijken woorden in de diepe verwerkingsconditie beter te herinneren dan in de ondiepe en middencondities.

## Kritiek
Er is ook kritiek geuit op de theorie.
- Diepere codering vraagt vaak meer tijd en ook meer mentale inspanning. Dat zou mede het betere geheugeneffect

van diepe codering kunnen verklaren.
- Begrippen als niveaus en diepte van verwerking zijn vaag omschreven; het blijft onduidelijk wat diepe verwerking precies inhoudt
- Door informatie te herhalen in het kortermijngeheugen kan ook nieuwe kennis worden gevormd.
- Het begrip werkgeheugen (en verwerkingslussen) is meer flexibel en kan ook het effect van Craick en Lockhart verklaren[3].